# Dorothea Wierer
Dorothea Wierer Corradini (Brunico, 3. travnja 1990.) - talijanska biatlonka
Na Svjetskim prvenstvima za juniore u biatlonu osvojila je pet zlatnih i jednu srebrnu medalju. Na Svjetskom prvenstvu za seniore debitirala je 2011. Sa ženskom štafetom zauzela je četvrto mjesto, a pojedinačno najbolji plasman ostvarila je u dohvatnoj utrci, deveto mjesto. Na Svjetskom prvenstvu 2012. dvanaesta je bila u štafeti, a naredne godine osvojila je prvu medalju, broncu u ženskoj štafeti, a četvrto mjesto u mješovitoj štafeti.
Na Olimpijskim igrama u Sočiju došla je do bronce u mješovitoj štafeti. Sa ženskom štafetom bila je šesta, a najbolji plasman u pojedinačnim disciplinama joj je također šesto mesto u sprintu.
Na Svjetskom prvenstvu 2015. došla je do nove bronce sa ženskom štafetom, u pojedinačnoj utrci bila je četvrta, u dohvatnoj utrci deveta, a s mješovitom štafetom sedma. Na Svjetskom prvenstvu 2016. osvojila je svoju prvu medalju u pojedinačnim disciplinama, srebro u dohvatnoj utrci. U sprintu je bila peta, u pojedinačnoj utrci osma, sa ženskom štafetom sedma, a s mješovitom štafetom osma. Na Svjetskom prvenstvu 2018. najbolje plasmane postigla je sa štafetama, četvrto mjesto u mješovitoj, peto sa ženskom štafetom, a u masovnom startu bila je osma.
Na Olimpijskim igrama u Pjongčangu 2018., osvojila je još jednu brončanu medalju s mješovitom štafetom.
U Svjetskom kupu u sezoni 2015.–'16. zauzela je treće mjesto u generalnom plasmanu, a u disciplini 15 km pojedinačno je osvojila mali kristalni globus.
Pobijedila je u ukupnom poretku u Svjetskom kupu u sezoni 2018.–'19. te 2019./'20.
Udala se za člana talijanske biatlonske reprezentacije Stefana Corradinija 2015. godine. Svoju vjenčanicu dala je na aukciju za pomoć stradalima u elementarnoj nepogodi u Nepalu.